# فرنسوا دوبويس
فرنسوا دوبويس (بالفرنسية: François Dubois)‏ (و. 1529 – 1584 م) هو رسام من فرنسا، وجمهورية جنيف، ولد في أميان، توفي في جنيف، عن عمر يناهز 55 عاماً.